# Ptilodactyloides stipulicornis
Ptilodactyloides stipulicornis is een keversoort uit de familie Ptilodactylidae. De wetenschappelijke naam van de soort is voor het eerst geldig gepubliceerd in 1856 door Motschulsky.